# Escândalo da venda de passaportes nas Comores
O escândalo da venda de passaportes nas Comores é um esquema de corrupção, desvio de fundos públicos, suborno e lavagem de dinheiro em conexão com um programa de cidadania por investimento lançado pelo governo das Comores. Os rendimentos do programa destinavam-se a financiar o desenvolvimento do país, mas foram supostamente desviados pelos perpetradores do esquema, que incluem dois ex-presidentes comorenses.
O projeto de lei de Cidadania Econômica de Comores de 2008 que estabeleceu o programa de cidadania por investimento foi originalmente divulgado para a Assembleia Nacional Comorense pelos perpetradores como uma oportunidade de atrair investimentos de entrada para as Comores dos abastados investidores do Golfo, mas após sua aprovação foi promovido aos governos dos Emirados Árabes Unidos e do Kuwait como um acordo para vender em massa as cidadanias comorenses para que pudessem ser distribuídas livremente entre os residentes bidunes (apátridas) desses países. Além disso, alega-se que milhares de passaportes foram vendidos fora dos canais formais por redes da 'máfia', para indivíduos, incluindo iranianos que estavam envolvidos em setores que haviam sido alvo de sanções internacionais contra o Irã, gerando preocupações entre diplomatas e autoridades de segurança no ocidente que o programa foi usado pelos iranianos para evadir das sanções.
Em 2018, o governo das Comores anunciou em comunicado oficial que a cidadania comoriana havia sido vendida a 52.000 estrangeiros e que o governo deveria ter recebido US$ 260 milhões em receitas, valor equivalente a 40% do seu produto interno bruto. Até o momento, não é possível contabilizar grandes quantias de dinheiro.
Os passaportes foram impressos na Bélgica pelo Semlex Group, um fabricante de documentos biométricos belga pertencente e operado pelo empresário sírio-belga Albert Karaziwan.
O programa foi suspenso pelo presidente das Comores, Azali Assoumani, após sua vitória nas eleições presidenciais de 2016.
Em agosto de 2018, o ex-presidente das Comores, Ahmed Abdallah Mohamed Sambi, o empresário sírio-francês Bachar Kiwan e vários outros associados foram formalmente acusados de corrupção e desvio de fundos públicos em conexão com o esquema de venda de passaportes das Comores.
De 21 a 24 de novembro de 2022, Ahmed Abdullah Sambi, Bashar Kiwan, Majd Suleiman e outros diretores da Comoro Gulf Holdings foram julgados por alta traição, peculato e lavagem de dinheiro de fundos públicos comorianos supostamente desviados do programa de cidadania econômica. Sambi foi considerado culpado e condenado à prisão perpétua, o ex-vice-presidente Mohamed Ali Soilihi foi condenado a 20 anos e Bashar Kiwan foi condenado a 10 anos.